# Округ Волш (Северна Дакота)
Волш (енгл. Walsh County) је округ у америчкој савезној држави Северна Дакота.

## Демографија
По попису из 2010. године број становника је 11.119, што је 1.27 (-10,3%) становника мање него 2000. године.
| Група             | 2000.          | 2010.         |
| Белци             | 11.436 (92,3%) | 9.834 (88,4%) |
| Афроамериканци    | 41 (0,3%)      | 25 (0,2%)     |
| Азијати           | 24 (0,2%)      | 36 (0,3%)     |
| Хиспаноамериканци | 700 (5,7%)     | 969 (8,7%)    |
| Укупно            | 12.389         | 11.119        |